# Marc-Antoine Eidous
Marc-Antoine Eidous (Marsiglia, 1724 – Parigi, 1790) è stato un traduttore ed enciclopedista francese.

## Biografia
Dopo aver servito nell'esercito spagnolo come ingegnere, Eidous, al suo ritorno in Francia, si dedicò completamente alla letteratura.
Traduttore infaticabile, ma talvolta poco esatto e privo di eleganza, ha realizzato versioni dal latino, dall'inglese e dallo spagnolo, tra cui l'Histoire naturelle, civile et geographique de l'Orenoque et des principales riviéres qui s'y jettent (1758) del padre gesuita José Francisco Gumilla. Complessivamente ha prodotto più di cinquanta traduzioni in lingua francese.
Eidous ha anche collaborato ai primi quattro volumi dell'Encyclopédie di Diderot e D’Alembert per l'araldica e l'equitazione. È stato probabilmente reclutato da Diderot che lo conosceva fin dal 1744, durante la comune esperienza della traduzione del Dictionnaire universel de médecine di Robert James, assieme a François-Vincent Toussaint. Fin dal 1746 Eidous risulta sul libro paga dell'editore Le Breton. Tra il 1746 e il 1748, riceve più di 2900 franchi per 434 articoli destinati ai primi quattro volumi.

## Principali traduzioni
- Dictionnaire universel de médecine di Robert James (assieme a Diderot e Toussaint), 1746-1748;
- Recherches sur l'origine des idées que nous avons de la beauté et de la vertu di Francis Hutcheson, 1749;
- Reflexions sur l'Origine des Nations, tirées de leur langage, 1750;
- Le Château d'Otrante di Horace Walpole, 1764;
- Histoire de la poésie di John Brown, 1764;
- Métaphysique de l'âme, ou Théorie des sentiments moraux di Adam Smith, 1764;
- Agriculture complète, ou l'Art d'améliorer les terres di John Mortimer, 1765;
- Histoire du règne de la reine Anne d'Angleterre di Jonathan Swift, 1765;
- Voyages depuis S. Pétersbourg en Russie dans diverses contrées de l'Asie di John Bell, 1766;
- Essai sur le goût di Alexandre Gerard, 1766;
- Dissertation sur les miracles di George Campbell, 1767;
- Histoire de la Nouvelle-York di William Smith, 1767;
- Histoire des colonies européennes dans l'Amérique di William Burke, 1767;
- Voyages dans le Levant, dans les années 1749, 1750, 1751 et 1752 di Friedrich Hasselquist, 1769;
- Les Italiens, ou Moeurs et coutumes d'Italie di Giuseppe Baretti, 1773;
- Histoire de l'Amérique di William Robertson, 1777.